# Rebel Dykes
Pour plus de détails, voir Fiche technique et Distribution.
Rebel Dykes est un film britannique réalisé par Harri Shanahan et Siân A. Williams, sorti en 2021.

## Synopsis
Dans les années 1980 à Londres, le mouvement punk rencontre le féminisme et des gangs lesbiens se forment.

## Fiche technique
- Titre : Rebel Dykes
- Réalisation : Harri Shanahan et Siân A. Williams
- Scénario :
- Musique : ellyott
- Photographie : Harri Shanahan et Siân A. Williams
- Montage : Harri Shanahan et Siân A. Williams
- Production : Siobhan Fahey
- Société de production : Riot Productions
- Pays :  Royaume-Uni
- Genre : Documentaire
- Durée : 89 minutes
- Dates de sortie : 
  -  Royaume-Uni : 17 mars 2021 (BFI Flare)

## Accueil
Le film a reçu un accueil favorable de la critique. Il obtient un score moyen de 80 % sur Metacritic.